# 基亚瓦里堡
基亚瓦里堡（義大利語：Castiglione Chiavarese，意为“基亚瓦里的城堡”）是意大利热那亚省的一个市镇。总面积30.1平方公里，人口1653人，人口密度54.9人/平方公里（2009年）。ISTAT代码为010013。